# TGV postal
Der TGV postal (auch: TGV-Postal, TGV La Poste, TGVP, Plural TGV postaux) war ein französischer TGV-Hochgeschwindigkeits-Posttriebzug der staatlichen französischen Postgesellschaft La Poste. Diese Züge der Bahnpost verkehrten ab Oktober 1984 im Nachtsprung zwischen Paris und zwei speziell für diesen Verkehr angelegten Postbahnhöfen in Mâcon und Cavaillon. Wie 2014 angekündigt wurde am 27. Juni 2015 der Verkehr aufgrund des rückläufigen Aufkommens an eilbedürftiger Briefpost eingestellt.

## Technik

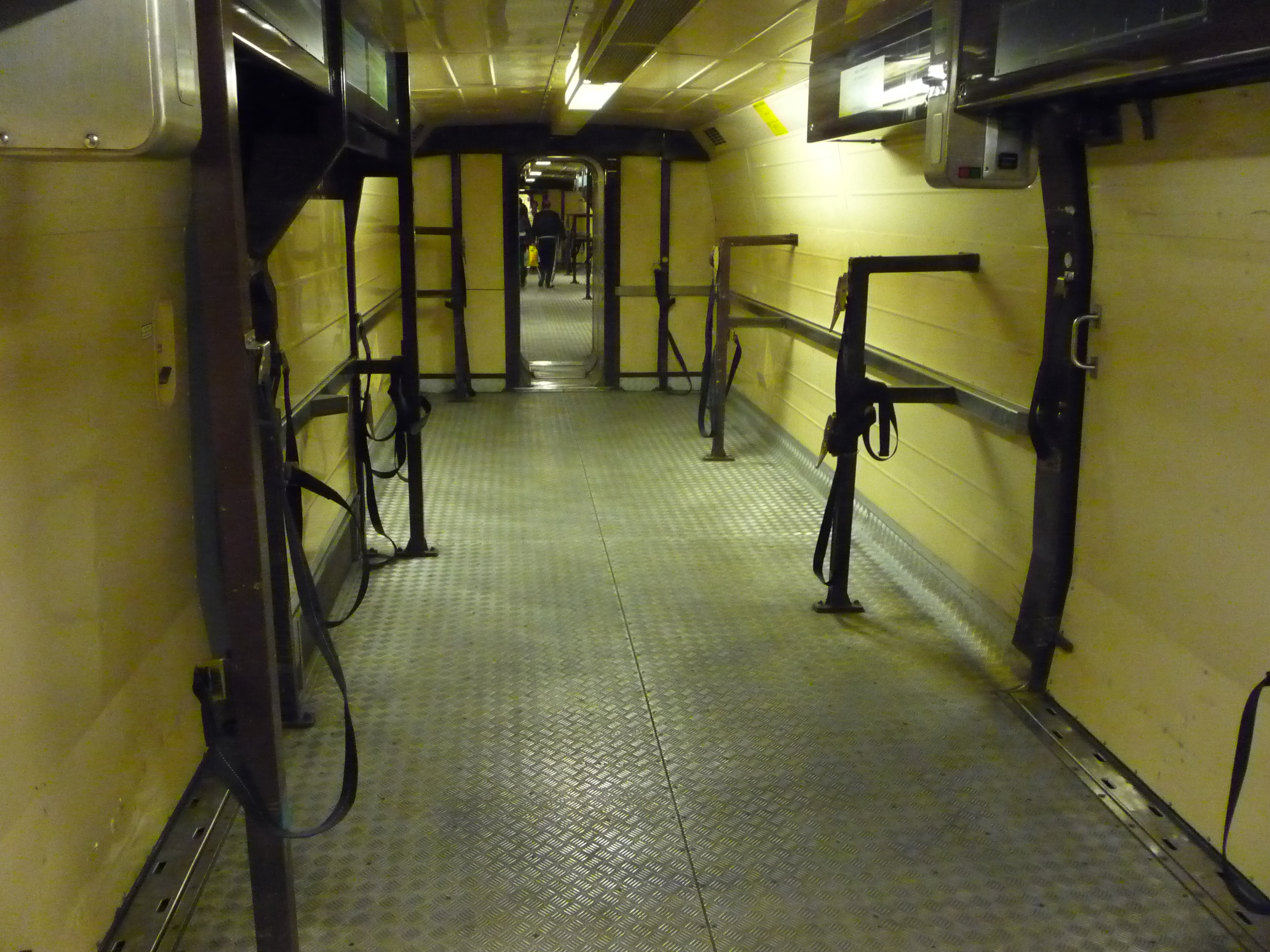
Innenraum eines TGV postal

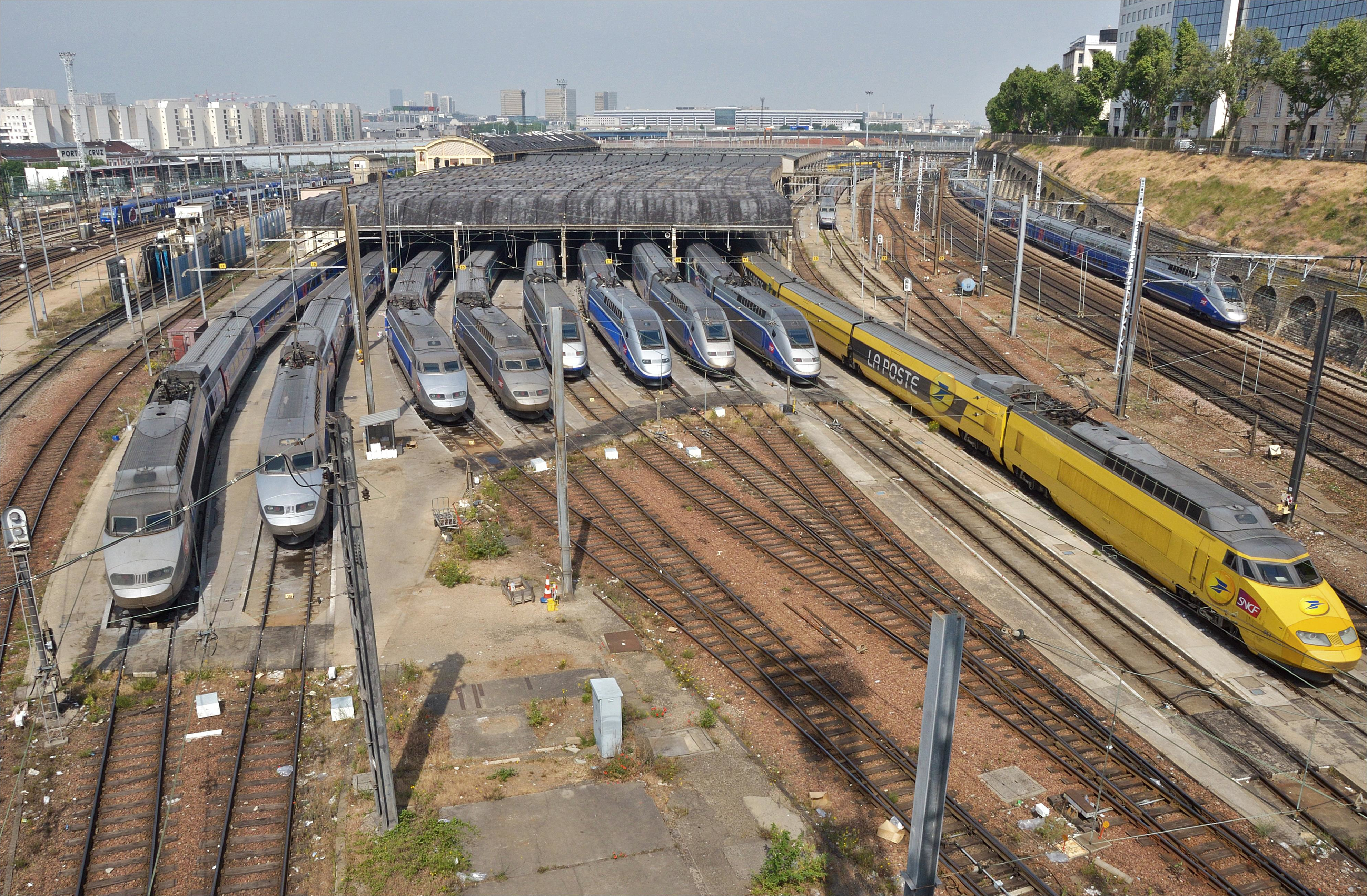
TGV postal im Technicentre Sud-Est-Européen in Villeneuve-Saint-Georges (2011)

Die speziell für den Posttransport konstruierten Einheiten weisen gegenüber dem TGV Sud-Est eine Reihe von Änderungen auf: Um eine niveaugleiche Be- und Entladung am Bahnsteig (1,15 m über Schienenoberkante) zu ermöglichen, wurde die Stahl- durch eine Luftfederung ersetzt. Statt je einer Tür pro Wagen und Seite an einem Wagenende erhielten die 18,7 m langen Zwischenwagen beidseitig je eine 1,40 m breite Tür in der Wagenmitte. Durch den Wegfall der Inneneinrichtung und aller Fenster konnte das Eigengewicht eines Wagens auf 16,2 t reduziert und die zugelassene Zuladung auf 10,5 t pro Wagen gesteigert werden. Die Achslast (ohne Zuladung) liegt bei 13,3 t. Die Züge wurden in den Farben der französischen Post lackiert.
Jeder Wagen nimmt bis zu 31 Rollcontainer, jeweils mit einem Leergewicht von je rund 100 kg und einer Zuladung bis zu 250 kg auf. Die Sicherung der Container erfolgt mittels Feststellbremsen und Spanngurten. Ein Wagen kann von zwei Personen in etwa zehn Minuten be- und entladen werden. Unverändert aus der Serie übernommen wurde die Zugkonfiguration (zwei Triebköpfe, acht Mittelwagen) und die Höchstgeschwindigkeit der Serienzüge (270 km/h).
Für das Projekt wurde eine fünf Triebzüge umfassende Kleinserie herangezogen, die von GEC Alsthom gebaut und 1984 in Dienst gestellt wurde. Die Züge wurden als „Demi-rames“ (Halbzüge) bestellt, die aus jeweils einem Triebkopf und vier Wagen bestanden. Im Betrieb wurden jeweils zwei Einheiten zu „Rames complètes“ (Vollzügen) gekuppelt, der fünfte Halbzug diente als Reserve. Nachträglich wurde 1993 der 1981 gebaute TGV Sud-Est Nr. 38 zu einem Postzug umgebaut.
Die Triebköpfe der TGV postaux sind mit jenen der Zweisystemtriebköpfe des TGV Sud-Est technisch identisch. Der Triebkopf der im Technicentre Sud-Est-Européen in Villeneuve-Saint-Georges stationierten Reserveeinheit konnte, einem Abkommen zwischen der Post und der SNCF entsprechend, im Notfall in einem regulären TGV dieses Typs eingesetzt werden. Da die Wagen der Züge auf Jakobs-Drehgestellen ruhen, erhielt der letzte Wagen des Reserve-Halbzugs am freien Ende ein modifiziertes Corail-Drehgestell.

## Geschichte

### Einführung
Nach umfangreichen Voruntersuchungen erteilte die französische Post (PTT) in Abstimmung mit der SNCF im September 1981 den Auftrag für die Beschaffung von zwei speziell für den Posttransport ausgerüsteten TGV-Garnituren. Neben Briefen werden dabei auch Päckchen, Pakete und Erzeugnisse der Presse transportiert.
Die TGV postaux nahmen Anfang Oktober 1984 zwischen Paris Gare de Lyon und Mâcon, einer Stadt unweit von Lyon, den Betrieb auf. Dabei wurden rund 20.000 Postsäcke pro Tag – etwa ein Drittel des nationalen Postaufkommens – mit den neuen Zügen transportiert. Die Züge konnten bis zu 254 Rollcontainer mit einem Gesamtgewicht von bis zu 65 t befördern. Die neuen Züge übernahmen die Posttransporte von einer Reihe von Reisezügen, die zuvor auf dieser Relation Bahnpostwagen mitführten. Gleichzeitig entfielen alle Luftpostflüge zwischen Paris und Lyon. Neben Kosteneinsparungen wurden auch die Kapazität erhöht und die Qualität in Südostfrankreich gesteigert. Zudem wurde eine weitere Verbindung von Paris nach Cavaillon (nahe Avignon und Marseille) eingeführt.
Jede Garnitur absolvierte pro Nacht je eine Hin- und Rückfahrt. Unter Berücksichtigung von nächtlichen Gleisbauarbeiten wurde die Fahrzeit gegenüber den Personenzügen um 20 Minuten auf zwei Stunden und 30 Minuten erhöht. Während die Garnituren von der Postgesellschaft beschafft wurden, übernahm zur Betriebsaufnahme die SNCF die Wartung der Fahrzeuge und stellte die Triebfahrzeugführer. Die Trassennutzung wurde pauschal mit der SNCF abgerechnet. Die Gesamtkosten betrugen (zum Stand 1984) umgerechnet etwa 30 D-Mark pro Zugkilometer.

### Betrieb
Im Juni 2007 kündigten La Poste und SNCF an, den Güter-Schnellverkehr auf das gesamte TGV-Netz auszuweiten; auch andere Logistikanbieter sollen an dem geplanten KEP-Verkehr beteiligt werden. Am Flughafen Charles de Gaulle sollten dazu zwei neue KEP-Terminals entstehen. In einer weiteren Stufe sollte das Streckennetz auch nach Benelux, Deutschland, die Schweiz, Italien und Spanien ausgeweitet werden. Die SNCF und La Poste hatten zu diesem Zweck das gemeinsame Tochterunternehmen Cargo Rail Express (Euro Carex) gegründet. Einer der ersten Testläufe brachte einen TGV postal am 21. März 2012 durch den Kanaltunnel zum Bahnhof St Pancras nach London.
Bis nach der Jahrtausendwende waren die TGV postaux stark ausgelastet, oft mussten Rollcontainer sogar zurückgelassen werden. 2012 wurden drei Vollzüge eingesetzt, ein Halbzug diente als Reserve. Zuletzt wurden fünf Triebzüge eingesetzt.

### Einstellung

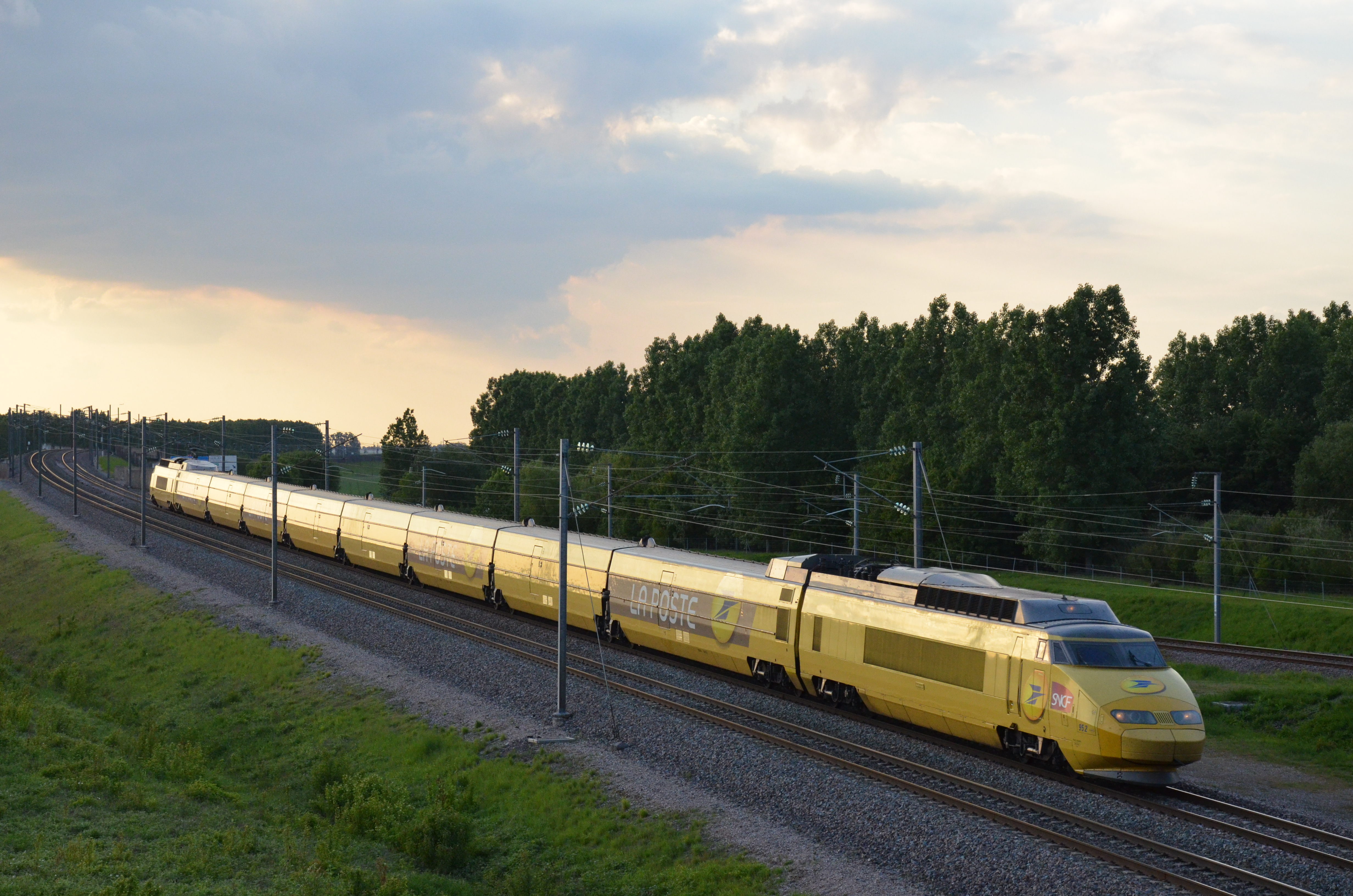
TGV Postal im Mai 2015

Im Rahmen eines Ende Juni 2014 vom La-Poste-Aufsichtsrat beschlossenen Strategiepapiers kündigte La Poste im Juli 2014 an, den TGV-postal-Verkehr bis Mitte 2015 einzustellen. Als Grund wurde das rückläufige Aufkommen an Briefpost genannt. Seit 2007 habe sich die Zahl der am nächsten Tag zuzustellenden Briefe halbiert. Damit sei der Transport per TGV unwirtschaftlich geworden. Am 27. Juni 2015 wurde der Verkehr eingestellt. Bereits zuvor war bekanntgegeben worden, dass ab Ende Juni 2015 die Postsendungen, einschließlich Zeitungen und Geschäftspost, mit Doppelstock-Innenlader-Lkw im kombinierten Verkehr befördert werden sollten. Da ein Teil dieser Lkw wiederum im Kombinierten Verkehr auf der Schiene befördert werden sollte, sollte die Zahl der zukünftig auf der Schiene transportierten Postsendungen von fünf auf acht Prozent erhöht werden.
Am 23. Oktober 2015 wurden alle TGV postal abgestellt, der letzte der Triebwagen im März 2025 verschrottet.